# Cetiosaurus brachyurus
Cetiosaurus brachyurus ("reptil ballena de cola corta") es una especie dudosa del género Cetiosaurus de dinosaurio saurópodo cetiosáurido que vivió a mediados del período Jurásico , hace entre 171 a 164 millones de años, entre el Bajociense y el Bathoniense, en lo que es hoy Europa. 
Los primeros fósiles, vértebras y elementos de las extremidades, fueron descubiertos cerca de Chipping Norton a principios del siglo XIX y fueron informados por el coleccionista John Kingdon en una carta leída el 3 de junio de 1825 a la Sociedad Geológica. Fueron vistos como posiblemente pertenecientes a una ballena o cocodrilo. En 1841 , el biólogo , anatomista comparativo y paleontólogo Sir Richard Owen , los denominó como el género Cetiosaurus, el año antes de que acuñara el término Dinosauria. Owen inicialmente no reconoció a Cetiosaurus como un dinosaurio, pero lo consideró un gigantesco reptil que habitaba en el mar. Esto fue reflejado por el nombre, derivado del griego κήτειος,kèteios, "monstruo marino". En 1842 Owen nombró dos especies en el género: Cetiosaurus hypoolithicus y Cetiosaurus epioolithicus . Los nombres específicos reflejaban si los hallazgos se habían realizado debajo, hipo o arriba, epi de las llamadas capas oolíticas . La primera especie se basó en el material de Jhon Kingdon y el último en vértebras y metacarpianos encontrados en White Nab en Yorkshire. La publicación no contenía una descripción suficiente y las especies a menudo se consideran nomina nuda. El mismo año en una publicación posterior Owen nombró cuatro especies adicionales de Cetiosaurus, C. brevis, "el corto"; C. brachyurus, "el cola corta", C. medius, "el mediano", y C. longus, "el largo". Owen había abandonado los dos nombres anteriores, como lo demuestra el hecho de que sus fósiles fueron referidos a varias de las nuevas especies. Una vez más, estos se basaron principalmente en material dispar, a partir de sitios geográficamente muy separados. Como se hizo evidente en 1849, algunos de estos huesos no eran saurópodos sino de Iguanodontidae.